# Papirnyk Malin
Papirnyk Malin (ukr. Футбольний клуб «Папірник» Малин, Futbolnyj Kłub "Papirnyk" Małyn) – ukraiński klub piłkarski z siedzibą w Maliniu, w obwodzie żytomierskim.

## Historia
Chronologia nazw:
- 1923—1941: Papirnyk Malin (ukr. «Папірник» Малин)
- 1946—1960: Czerwona Zirka Malin (ukr. «Червона Зірка» Малин)
- 1961—197?: Awanhard Malin (ukr. «Авангард» Малин)
- 197?—2000: Papirnyk Malin (ukr. «Папірник» Малин)

Drużyna piłkarska Papirnyk Malin została założona w Maliniu w 1923 i reprezentowała miejscową fabrykę papierową. Do 1941 występowała w rozgrywkach lokalnych, a od 1946 w amatorskich rozgrywkach mistrzostw i Pucharu obwodu żytomierskiego. Klub nazywał się również Czerwona Zirka Malin i Awanhard Malin. W 1957 klub debiutował w rozgrywkach Mistrzostwach Ukraińskiej SRR spośród drużyn amatorskich. W 1968 ponownie występował w tym turnieju. W latach 80. XX wieku brał udział w rozgrywkach Pucharu Ukraińskiej SRR spośród drużyn amatorskich.
11 grudnia 1992 w niezależnej Ukrainie został zarejestrowany Klub Piłkarski Papirnyk Malin. W sezonie 1995/96 startował w rozgrywkach Pucharu Ukrainy. Również w sezonie 1995/96 debiutował w Mistrzostwach Ukrainy spośród drużyn amatorskich, gdzie zajął 1 miejsce w 3 grupie i zdobył awans do Drugiej Lihi. Po zakończeniu sezonu 1999/00 zajął 11 miejsce, ale dalej z przyczyn finansowych zrezygnował z występów. Klub został pozbawiony statusu profesjonalnego i rozwiązany.

## Sukcesy
- 6 miejsce w Drugiej Lidze, grupie A:

1998/99
- 1/32 finału Pucharu Ukrainy:

1995/96, 1998/99
- mistrz obwodu żytomierskiego:

1989, 1991, 1995
- wicemistrz obwodu żytomierskiego:

1981, 1987, 1990
- brązowy medalista mistrzostw obwodu żytomierskiego:

1986
- zdobywca Pucharu obwodu żytomierskiego:

1968, 1995